# Thomisus perspicillatus
Thomisus perspicillatus är en spindelart som först beskrevs av Tord Tamerlan Teodor Thorell 1890.  Thomisus perspicillatus ingår i släktet Thomisus och familjen krabbspindlar. Inga underarter finns listade i Catalogue of Life.